# Alt (klawisz)
Alt – klawisz na klawiaturze komputerowej, zwykle znajdujący się po obu stronach spacji. Wykorzystywany jest jako klawisz modyfikatora, do zmiany (ang. alternate) funkcji innych klawiszy. W większości klawiatur w układzie non-US zamiast drugiego klawisza Alt występuje prawie identyczny klawisz AltGr (po prawej stronie spacji).

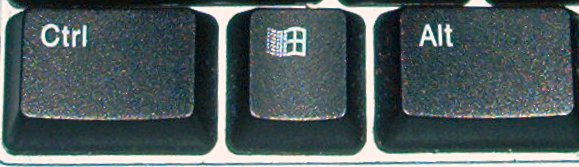
Klawisz (lewa część klawiatury)

Położenie klawisza na klawiaturze, po prawej

Klawisz Alt zastąpił klawisz Meta na starych klawiaturach MIT. Początkowo klawisz Meta i Alt ustawiały najwyższy bit sygnału generowanego przez klawisz na 1 (na przykład A generuje 01000001, podczas gdy Alt+A generuje 11000001). W nowszych systemach komputerowych klawisz Alt nie działa już w ten sam sposób.
Alt jest znany z kombinacji klawiszy Control+Alt+Delete, która:
- w systemie Microsoft Windows odbierana jest jako tak zwana Secure Attention Sequence i w zależności od systemu może wywołać menadżera zadań lub wyświetlić opcje związane z bezpieczeństwem[1];
- w systemach DOS sekwencja ta restartowała komputer;
- w Linuxie ta sekwencja restartowała komputer[2], lecz gdy środowisko graficzne jest aktywne, to w zależności od danego środowiska, użytkownik był pytany o wyłączenie komputera[3] albo o wylogowanie się z konta[4].

Inne dwie wykorzystywane kombinacje z tym klawiszem to Alt+F4 do zamykania aktywnego okna lub programu i kombinacja Alt+Tab ↹, służąca do przełączania się pomiędzy oknami.
Przytrzymanie klawisza Alt z równoczesnym wpisaniem stosownych cyfr z klawiatury numerycznej pozwala uzyskać specjalne znaki (kody Alt, ang. Alt codes), normalnie niedostępne na klawiaturze. Kody te są używane do wpisywania symboli matematycznych, znaków z innych języków, symboli walut, itp. Dla przykładu, przytrzymanie Alt podczas wpisywania 0169 pozwala uzyskać znak „©”.